# زمین‌لرزه ۱۳۵۷ طبس
زمین‌لرزه طبس، زمین‌لرزه‌ای با شدت 7.8 ریشتر بود که در ساعت ۱۹:۳۶ روز شنبه ۲۵ شهریور ۱۳۵۷ و در عمق ۱۰ کیلومتری زمین رخ داد و شهر طبس و روستاهای مجاور آن را ویران کرد. این زمین‌لرزه قدرتمندترین زلزله‌ای است که تا به حال در تاریخ ایران ثبت شده است. کشته‌های این زلزله را بین ۱۵ تا ۲۵ هزار نفر اعلام کرده‌اند. و این در حالی است که به علت شدت تخریب ساختمانها و شدت بالای زلزله بسیاری از اجساد هرگز پیدا نگشتند.
زلزله طبس در نوع خود از بزرگترین زلزله‌های ایران بود که تا مدت‌ها مبنای محاسبات سازه در آئین‌نامه زلزله ایران بود.

## مشخصات
این زلزله با قدرت ۸.۷ ریشتر رخ داد؛ اما در مورد عمق آن ارقام متفاوتی ارائه شده است؛ اغلب منابع عمق زلزله را ۱۰ کیلومتر عنوان کرده‌اند اما سازمان زمین‌شناسی آمریکا عمق این زمین‌لرزه را ۳۵ کیلومتر و مؤسسه ژئوفیزیک عمق آن را ۵ کیلومتر تخمین زده است.
گسل عامل زمین‌لرزه طبس حدود ۸۰ کیلومتر طول دارد و در عمق حدود ۱۰ کیلومتری سطح زمین واقع است که از فاصله حدود ۱۰ کیلومتری شهر طبس عبور می‌کند و کانون این زمین‌لرزه نیز در نزدیکی روستای کریت طبس واقع بود. خرابی‌های این زلزله از شهر دیهوک در جنوب شرق طبس تا روستای اصفهک و سپس خود شهر طبس گسترش یافت.
عمق کم زلزله و نزدیکی کانون زلزله به شهر طبس موجب شد تا حجم تخریب افزایش یابد و کل شهر را فراگیرد. همچنین به این دلیل که برخلاف معمول هیچ پیش‌لرزه‌ای در زمین‌لرزه طبس رخ نداد، آمار تلفات در این زلزله افزایش قابل‌توجهی داشت.

## مركز و عمق كانوني زلزله طبس از دید مراجع مختلف
مختصات جغرافيايي مركز زلزلة طبس و عمق آن به وسيله مراكز مختلف چنين گزارش شده است:
```
انگلستان I.S.C ؛ عرض جغرافيايي N 37/33 (21/0 ± درجه) و طول جغرافيايي E 44/57 (15/0 ± درجه) و عمق km 33
```

```
مسكو: عرض جغرافيايي N 24/33 و طول جغرافيايي E 40/57 و عمق km 33
```

```
آمريكا: عرض جغرافيايي N 40/33 و طول جغرافيايي E 40/57 و عمق km 33
```

NEIS
```
فرانسه: عرض جغرافيايي N 31/33 و طول جغرافيايي E 40/57 و عمق km 32
```

C.S.EM
```
ايران: عرض جغرافيايي N 35/33 و طول جغرافيايي E 40/57 و عمق km 5
```

پس از روز حادثه در شهر طبس، در روز اول ۲۳ پس‌لرزه، در روز دوم ۷ پس‌لرزه و روز سوم ۳ پس‌لرزه ثبت شده است. همچنین در دیهوک نیز ۷ پس‌لرزه ثبت شده است.

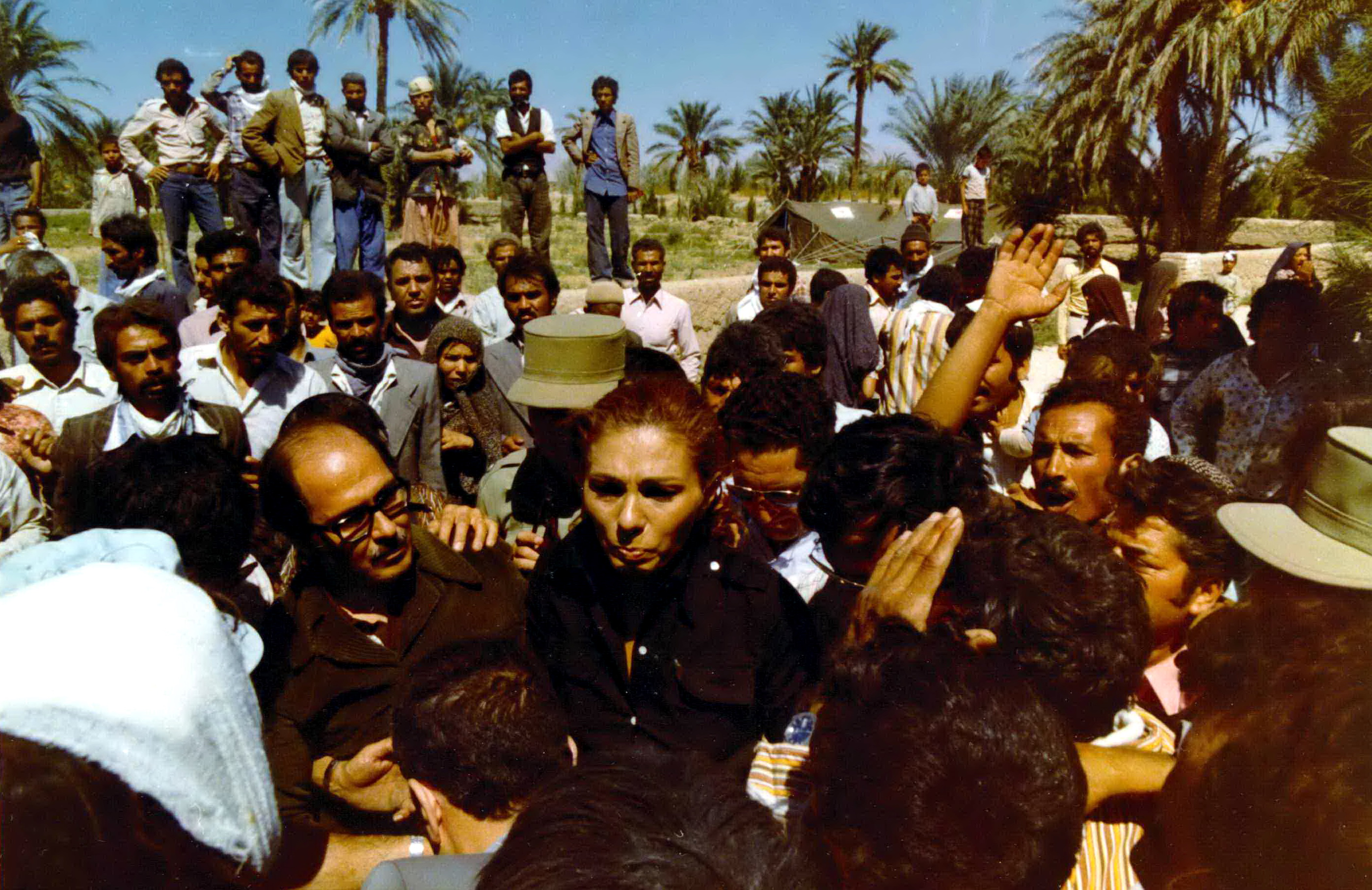
فرح پهلوی در شهر طبس پس از زلزله

## تلفات
در مورد آمار تلفات زلزله طبس عددهای مختلفی گزارش شده است. در آمار رسمی ارائه‌شده توسط مرکز آمار ایران، شمار کشته‌شدگان در طبس و روستاهای اطراف ۶۳۶۳ نفر اعلام شده است؛ اما با توجه به این‌که پس از این حادثه امکان ثبت دقیق تعداد کشته‌شدگان وجود نداشته است، تعداد تلفات زمین‌لرزه طبس تا ۲۵ هزار نفر نیز برآورد شده است. گفته می‌شود اجساد بی‌شماری از جان‌باختگان این حادثه هیچگاه یافت نشدند.

## حواشی سیاسی و اجتماعی
پس از وقوع زلزله در طبس ارتش و جمعیت شیر و خورشید برای کمک به زلزله‌زدگان مامور شدند. دولت ایران، سه روز عزای عمومی اعلام کرد و دربار نیز اعلام کرد جشن‌های چهارم و نهم آبان برگزار نمی‌شود و هزینهٔ این جشن‌ها برای رسیدگی به اوضاع طبس خرج خواهد شد.
با این وجود مردمی که از وقایع هفده شهریور خشمگین بودند اعتقاد داشتند رژیم به‌منظور تلاش برای عدم حضور مردم در تظاهرات و اعتراضات، از این زلزله استفاده تبلیغاتی می‌کند.
پس از این حادثه محمدرضاشاه و فرح پهلوی به صورت جداگانه از مناطق زلزله‌زده بازدید کردند.
روح‌الله خمینی طی پیامی از نجف از مردم برای کمک‌رسانی به زلزله‌زدگان درخواست کمک کرد و کمبودهای مردم زلزله‌زده را ناشی از ناکارآمدی حکومت پهلوی دانست..
باستانی پاریزی می‌گوید:
هر کمکی که دولت در آنجا انجام می‌داد وسیله‌ای می‌شد به‌صورت تبلیغات علیه خود دولت. کل پتوها و خواربارها را مردم از هواپیمای شیر و خورشید می‌ربودند و در جزء خدمات مردمی به زلزله‌زدگان می‌دادند یا یک خروار شعارهایی علیه حکومتی که سالها بود مورد نفرت عامه بود. چهار ماه بعد ازین زلزله بود که انقلاب اسلامی ایران رخ داد و تحولی پیش آمد که هنوز اول سحر است و باش تا صبح دولتش بدمد ...

### شایعه زباله اتمی
پس از زلزله طبس شایعه‌ای شکل گرفت که بر اساس آن، این زلزله ناشی از دفن زباله‌های اتمی کشورهای خارجی در ایران و حتی انفجار عمدی آن‌ها بوده است. با توجه به پژوهش‌های متعدد لرزه‌شناسی روشن است که زلزله طبس یک زمین‌لرزه کاملاً طبیعی بوده که در گسل طبس اتفاق افتاده است.

## سانحه سقوط هرکولس
یک هواپیمای که برای امدادرسانی به زلزله‌زدگان طبس اعزام شده بود، در فرودگاه دوشان‌تپه دچار سانحه شد و از بین رفت.
در تاریخ ۲۹ شهریور ۱۳۵۷، یک فروند هرکولس سی-۱۳۰ نیروی هوایی ارتش که به منظور حمل وسایل و مواد غذایی مورد نیاز مردم زلزله‌زده طبس از پایگاه شیراز عازم تهران بود، در حدود ساعت ۸:۰۰ صبح، در فرودگاه دوشان تپه سقوط کرد و ۹ سرنشین آن کشته شدند.